# Saaße
Saaße (1548 Zatze, 1560 Saße) ist ein Dorf im niedersächsischen Landkreis Lüchow-Dannenberg. Das Dorf mit 123 Einwohnern (Stand: 2004) war bis 1972 eine eigenständige Gemeinde und ist seitdem ein Ortsteil der Stadt Lüchow (Wendland).

## Geographische Lage
Saaße liegt im Nordosten Niedersachsens 2,5 Kilometer südlich der Ortsmitte Lüchows an der Bundesstraße 248. Das Dorf befindet sich ungefähr 18 Meter über Normalnull (NN) auf einem Übergangsgürtel zwischen dem Öring, einer Geestinsel, und der Jeetzelniederung. Die Gemarkung Saaße liegt fast vollständig in der Niederung und gehört zur historischen Kleinlandschaft Bröcking, wie die Jeetzelniederung östlich von Lüchow ursprünglich genannt wurde. Der Königshorster Kanal bildet die Nordwestgrenze der Gemarkung und entwässert in diesem Bereich die Niederung.

## Ortsbeschreibung
Der Ort gliedert sich in einen Rundling, eine Ortserweiterung mit acht ehemaligen Abbauerstellen östlich der damaligen Land- und gegenwärtigen Bundesstraße und einer nördlich des Rundlings liegenden Neubausiedlung. Die neue Wohnsiedlung entstand seit den 1950er-Jahren durch die Nähe zur Kreisstadt Lüchow. Der Rundling mit einer Zufahrt, dem Dorfplatz und den anschließenden Hofanlagen mit giebelständigen Vierständerhallenhäusern steht als Gruppe baulicher Anlagen unter Denkmalschutz. Er hat eine besonders regelmäßige Rundlingsform, durch die sich ein harmonisches und geschlossenes Ortsbild ergibt. Sechs Wohn- und Wirtschaftsgebäude sowie zwei Längsscheunen stehen als Einzelobjekte ebenfalls unter Denkmalschutz. Die Abbauerstellen entstanden im 19. Jahrhundert. Zusammen mit einer Hofumkehr zur Landstraße veränderten sie damals die Struktur der Siedlung.

Saaße
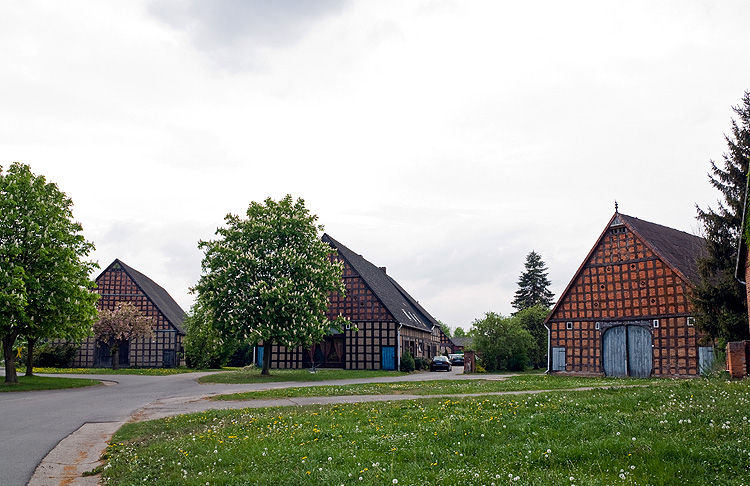
Vierständerhallenhäuser im Rundling
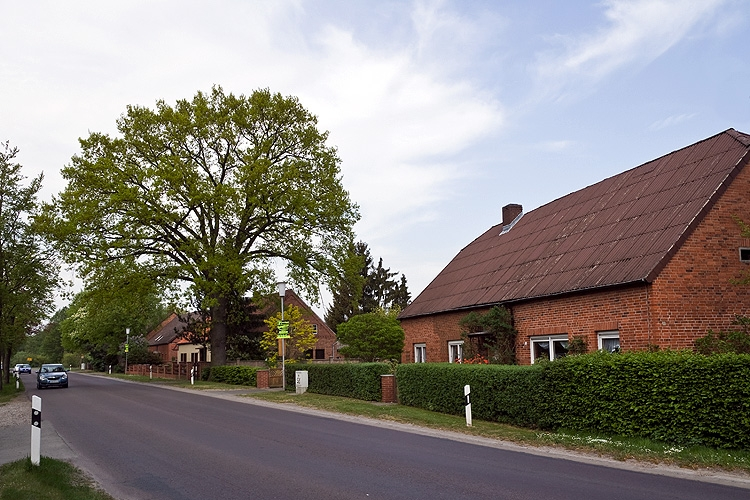
Ortserweiterung mit ehemaligen Abbauerstellen an der B 248
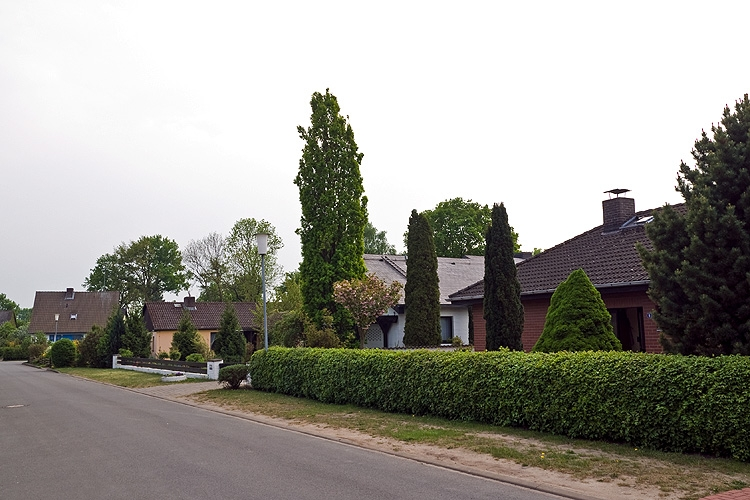
Neubausiedlung in Saaße

## Geschichte
Der Ort Saaße wird erstmals im Jahre 1548, damals Zatze, um 1560 Saße und 1613 Saaße, erwähnt. Im Register der Ämter Lüchow und Warpke, das zwischen 1548 und 1574 erstellt wurde, ist Saaße mit sechs Hufen aufgeführt, die dem Amt Lüchow pflichtig waren. Das Amt hatte die Grundherrschaft über das gesamte Dorf. Die Herkunft des Ortsnamens aus dem altpolabischen Wort „Sasy“, deutsch „die Sachsen“, das auf einen engen Kontakt zwischen Deutschen und Polaben hindeuten könnte, ist nicht belegt.
Die Regierung des Herzogtums Braunschweig-Lüneburg ordnete den Ämtern im Jahre 1563 die Anfertigung einer Beschreibung aller Hofstellen im Herzogtum an. Im Höfe-Register, das daraufhin 1564 vom Amtmann des Amtes Lüchow erstellt wurde, ist Saaße mit acht Hof- und einer Kossaterstelle aufgeführt. Während des Dreißigjährigen Krieges gingen die Kontributionen infolge von Wüstungen, Bevölkerungsrückgang und wirtschaftlichem Niedergang zurück. 1639 erfolgte deshalb eine Bestandsaufnahme für das ehemalige Amt Lüchow-Warpke. Die sechs Hufen Saaßes verteilten sich nach dieser Bestandsaufnahme auf zwei Vollhufner und acht Halbhufner, außerdem ist ein Kossater ansässig. Eine halbe Hofstelle war zerstört, auf den anderen waren die Hofbesitzer anwesend.
In einer Anfang des 18. Jahrhunderts verfassten Quartiersbeschreibung, die sämtliche Ämter, Grafschaften, Burgvogteien und adeligen Gerichte im Kurfürstentum Hannover erfasste, werden die Anzahl und Qualität der Höfe und die monatlich zu entrichtende Kontribution Saaßes angegeben. In Saaße gab es zu der Zeit elf Hofstellen. Es gab keinen Hufner, zwei Halbbauern, acht Viertelbauern und einen Kossater. Die Ländereien der Höfe wurden mit 4 Reichstalern, 25 Groschen und 7 Pfennig, das Vieh und handwerkliche Tätigkeiten mit 2 Reichstalern, 29 Groschen und 1 Pfennig besteuert. Insgesamt waren laut Quartiersbeschreibung monatlich 7 Reichstaler und 19 Groschen zu entrichten. 12 Pfennig entsprachen 1 Groschen und 36 Groschen ergaben 1 Reichstaler.
Die regelmäßige Form des Saaßer Rundlings, die im Jahre 1776 in der Kurhannoverschen Landesaufnahme kartiert wurde, wurde bei einem Wiederaufbau des Dorfes im Jahre 1822 beibehalten. Einem Großfeuer waren damals acht Höfe zum Opfer gefallen. Nach dem Wiederaufbau gruppierten sich mit der Kossaterstelle elf Hofplätze mit gestaffelten Haupthäusern um einen kleinen Dorfplatz.
Bis zur Neugliederung der Gemeinden im Raum Lüchow im Jahre 1972 war Saaße eine selbstständige Gemeinde. Am 1. Juli 1972 wurde das Dorf in die Stadt Lüchow eingegliedert. Der Bürgerverein Saaße e. V. wurde am 18. März 1985 gegründet und am 23. Juni 1985 in das Handelsregister Dannenberg (Elbe) eingetragen.
Im Jahre 1983 gab es in Saaße drei landwirtschaftliche Haupt- und einen Nebenerwerbsbetrieb. 2003 waren es noch zwei Haupterwerbsbetriebe.
Die historische Feuerwehrspritze, die bis zum Jahre 1977 von der Löschgruppe eingesetzt wurde, war Ende der 1970er-Jahre von der Samtgemeinde Lüchow an die VGH Versicherungen verkauft worden. Die VGH stellte sie bis zum Jahre 2004 im Foyer ihres Unternehmenssitzes in Hannover aus. Am 11. Juni 2004 gab die VGH die Spritze in die Obhut des Saaßer Bürgervereins zurück.

## Kultur und Sehenswürdigkeiten
Saaße hat eine Löschgruppe der Freiwilligen Feuerwehr, einen eingetragenen Bürgerverein, zwei landwirtschaftliche Haupterwerbsbetriebe und einen Handwerksbetrieb. Die Löschgruppe verfügte bis 1977 über eine Handdruckspritze aus dem Jahre 1933, die bei Bränden und Übungen auch von den Feuerwehren aus den Nachbarorten Bösel und Lübbow eingesetzt wurde. Die Spritze wurde ursprünglich von Pferden, später von einem Traktor gezogen. Der Bürgerverein hat es sich zur Aufgabe gemacht, die Landschaft in Saaße und der Gemarkung zu schützen sowie die Dorfgemeinschaft und den Heimatgedanken zu fördern.

## Einwohnerentwicklung
Im Jahre 2004 lebten in Saaße 123 Einwohner mit Hauptwohnsitz und 5 mit Nebenwohnsitz. Die Volkszählung von 1987 ergab die bislang höchste bekannte Bevölkerungszahl von 242 Einwohnern mit Haupt- und 15 mit Nebenwohnsitz im Ort. Seit dem 19. Jahrhundert hat das Dorf etwa 100 Bewohner. Nach dem Zweiten Weltkrieg stieg die Zahl der Einwohner auf über 150, ging bis zu den 1970er-Jahren aber wieder auf ungefähr 100 zurück.
| Jahr      | 1821 | 1848 | 1871 | 1885 | 1905 | 1910 | 1925 | 1933 | 1939 | 1946 | 1950 | 1961 | 1970 | 1972 | 1987 | 2004 |
| Einwohner | 96   | 120  | 92   | 107  | 114  | 114  | 99   | 110  | 94   | 166  | 157  | 107  | 105  | 109  | 242  | 123  |

## Gemarkung
Die Gemarkung Saaße hat eine Fläche von 208 Hektar (ha) oder 2,08 Quadratkilometern (km²). Sie wird im Norden sowie Westen durch den Königshorster Kanal und im Südwesten durch den Wirtschaftsweg nach Banneick begrenzt. Die Flächen südlich des Dorfes gehören bereits zur Gemarkung Bösel. Die Gemarkung reicht östlich von Saaße über die B 248 hinaus bis an Reddebeitz heran und erstreckt sich von dort im Nordosten ebenfalls bis an den Königshorster Kanal.
Von der Gemarkung werden 186 Hektar landwirtschaftlich genutzt, wobei die Böden zumeist eine mittlere Qualität erreichen. Die feuchten Standorte werden als Grünland bewirtschaftet. Im Jahre 1983 wurden 26 Hektar als Grün- und 160 Hektar als Ackerland genutzt. Der Hektarwert betrug 1136 D-Mark. Im Jahre 1872 wurden 89 Hektar als Weide-, 102 Hektar als Ackerland und 1 Hektar forstwirtschaftlich genutzt.

## Anmerkung
1. ↑  Die in der Quartiersbeschreibung genannte Gesamtsumme weicht um vier Pfennig von den addierten Einzelbeiträgen ab.